# Индустриальная улица (Салават)
Индустриальная улица — улица в Салавате. 

## История
Застройка улицы началась в 1960 году.   
Улица застроена промышленными зданиями и офисами. по адресу ул. Индустриальная д.18 находится ОАО «Салаватстекло».

## Трасса
Индустриальная улица находится в промышленном районе в начале Ленинградской улицы.

## Транспорт
До Индустриальной улицы можно добраться на трамвае[каком?].